# Rantau Bayur (Muara Siau)
Rantau Bayur is een bestuurslaag in het regentschap Merangin van de provincie Jambi, Indonesië. Rantau Bayur telt 360 inwoners (volkstelling 2010).